# Теорема Пика (комплексный анализ)
Теорема Пика, или теорема Шварца — Пика — инвариантная формулировка и обобщение леммы Шварца.

## Формулировка
Пусть {\displaystyle w=f(z)} — регулярная аналитическая функция из единичного круга в единичный круг
{\displaystyle Q=\left\{z\in \mathbb {C} :|z|<1\right\};\;f:Q\to Q.}
Тогда для любых точек {\displaystyle z_{1}} и {\displaystyle z_{2}} круга {\displaystyle Q} расстояние в конформно-евклидовой модели плоскости Лобачевского между их образами не превосходит расстояния между ними:
{\displaystyle d(w_{1},\;w_{2})\leq d(z_{1},\;z_{2}),\ \ w_{1}=f(z_{1}),\ w_{2}=f(z_{2})}.
Более того, равенство достигается только в том случае, когда {\displaystyle w=f(z)} есть дробно-линейная функция, отображающая круг {\displaystyle Q} на себя.

### Замечания
Поскольку 
{\displaystyle \mathop {\rm {th}} [{\tfrac {1}{2}}\cdot d(z,\;w)]={\frac {\left|z-w\right|}{\left|1-{\overline {z}}\cdot w\right|}},}
условие
{\displaystyle d(w_{1},\;w_{2})\leqslant d(z_{1},\;z_{2})}
эквивалентно следующему неравенству:
{\displaystyle \left|{\frac {f(z_{1})-f(z_{2})}{1-{\overline {f(z_{1})}}f(z_{2})}}\right|\leqslant {\frac {\left|z_{1}-z_{2}\right|}{\left|1-{\overline {z_{1}}}z_{2}\right|}}.}
Если {\displaystyle z_{1}} и {\displaystyle z_{2}} бесконечно близки, оно превращается в
{\displaystyle {\frac {\left|f'(z)\right|}{1-\left|f(z)\right|^{2}}}\leqslant {\frac {1}{1-\left|z\right|^{2}}}.}